# Jason Bacashihua
Jason Michael Bacashihua (* 20. September 1982 in Dearborn Heights, Michigan) ist ein ehemaliger US-amerikanischer Eishockeytorwart, der für verschiedene Teams insgesamt 38 Spiele in der National Hockey League absolvierte und mit den Vereinigten Staaten an zwei Weltmeisterschaften teilnahm.

## Karriere
Jason Bacashihua begann seine Karriere als Eishockeyspieler in der Juniorenmannschaft Chicago Freeze, für die er von 1999 bis 2001 in der North American Hockey League aktiv war. Dabei wurde er 2000 in das All-Rookie First Team und das Second All-Star Team der Liga gewählt. 2000 wurde er beim USHL Entry Draft in der zweiten Runde an Gesamtposition 13 ausgewählt, blieb aber in Chicago. Anschließend wurde er im NHL Entry Draft 2001 in der ersten Runde als insgesamt 26. Spieler von den Dallas Stars ausgewählt, für die er allerdings nie spielte. Stattdessen lief der Torwart in der Saison 2001/02 für die Plymouth Whalers, die ihn bereits bei der  OHL Priority Selection 2000 in der 18. Runde als insgesamt 364. Spieler gedraftet hatten, in der kanadischen Juniorenliga Ontario Hockey League auf. Dort konnte er auf Anhieb überzeugen und wurde in das All-Rookie Team der Canadian Hockey League, des Dachverbands der kanadischen Top-Juniorenligen, gewählt. Zudem war er mit 2.34 Gegentoren pro Spiel der Rookie mit dem niedrigsten Gegentorschnitt der OHL, wofür er die F. W. „Dinty“ Moore Trophy erhielt. Da auch sein Team den niedrigsten Gegentorschnitt der OHL aufwies, erhielt er die Dave Pinkney Trophy. Gegen Ende der Saison 2001/02 stand er zudem in seinem ersten Senioren-Profispiel für die Utah Grizzlies in der American Hockey League auf dem Eis. Für die Mannschaft spielte er auch in den folgenden drei Jahren.
Am 25. Juni 2004 transferierten die Dallas Stars, die noch immer seine Transferrechte hielten, Bacashihua im Tausch gegen Shawn Belle zu den St. Louis Blues. In seinem ersten Jahr bei seinem neuen Club spielte er während des Lockouts in der National Hockey League in der Saison 2004/05 ausschließlich für St. Louis’ AHL-Farmteam Worcester IceCats. In den folgenden beiden Spielzeiten lief er regelmäßig für die St. Louis Blues in der NHL auf, konnte dort jedoch nicht an seine Leistungen in der AHL und im Juniorenbereich anknüpfen und wies in 38 Spielen, von denen er nur sieben gewinnen konnte, einen Gegentorschnitt von 3.19 auf. Zudem stand er parallel für das neue AHL-Farmteam der Blues, die Peoria Rivermen, auf dem Eis. Nachdem er auch die Saison 2007/08 bei den Rivermen begonnen hatte, wechselte er am 8. November 2007 zu den Colorado Avalanche, für deren AHL-Farmteam er in den folgenden beiden Spielzeiten antrat. Zudem wurde er für ein Spiel an die Johnstown Chiefs aus der ECHL abgegeben.

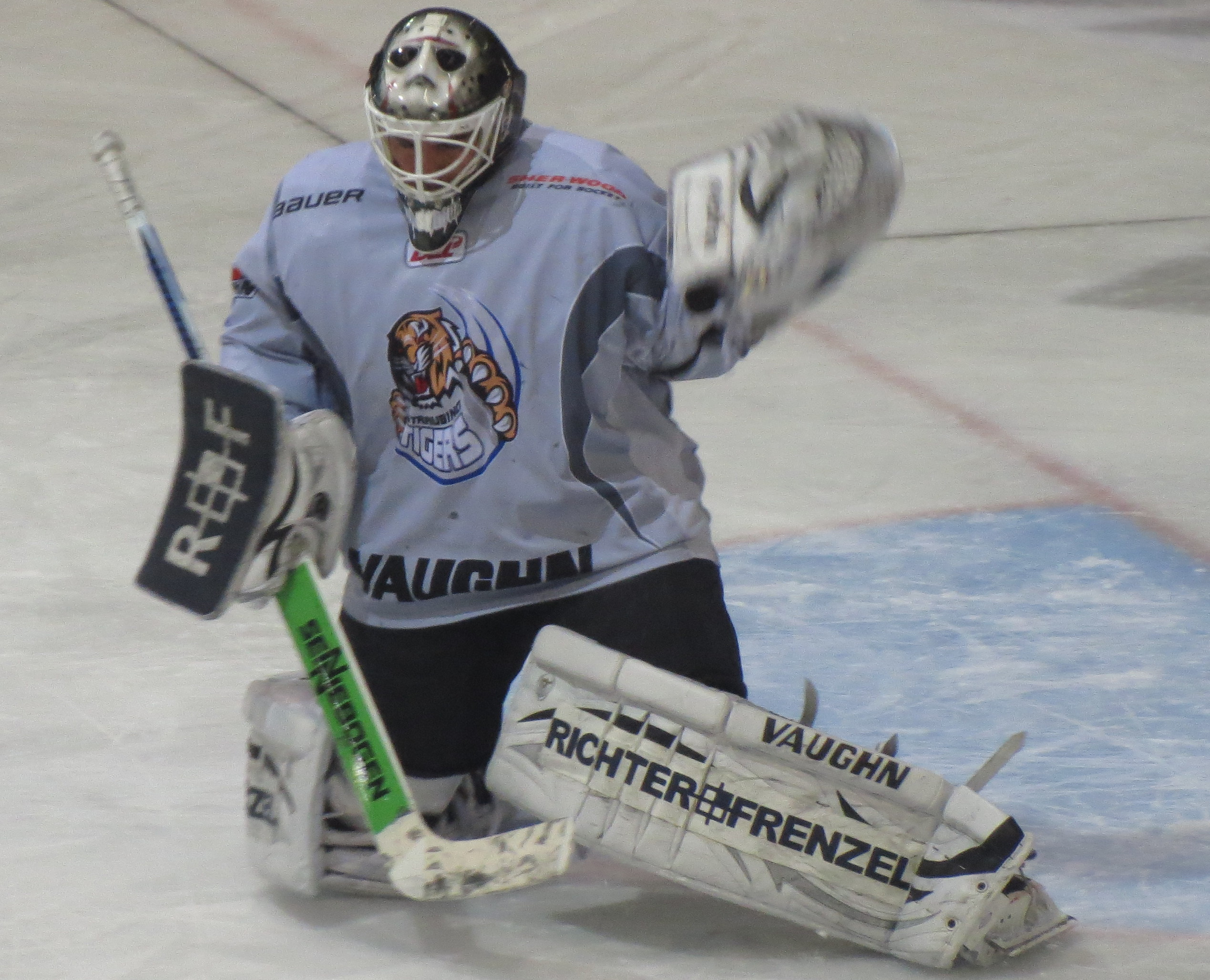
Jason Bacashihua beim Training der Straubing Tigers

Am 31. Juli 2009 unterschrieb Bacashihua einen Vertrag als Free Agent bei den Hershey Bears aus der AHL. Mit seiner neuen Mannschaft gewann er in der Saison 2009/10 auf Anhieb den Calder Cup, wies als dritter Torwart hinter Michal Neuvirth und Braden Holtby mit 22 Einsätzen in der regulären Saison jedoch nicht genug absolvierte Partien auf, um seinen Namen auf dem Pokal selbst eingravieren zu lassen. Zur Saison 2010/11 kehrte der ehemalige Nationaltorwart zu den Colorado Avalanche zurück, wurde jedoch erneut nur in deren AHL-Farmteam eingesetzt. Am 19. Juli 2011 erhielt Bacashihua einen Kontrakt bei den Philadelphia Flyers, verbrachte jedoch die gesamte Saison beim Farmteam Adirondack Phantoms. Am 22. Juli 2012 wechselte der Torhüter zu den Straubing Tigers aus der DEL, er erhielt dort einen Einjahresvertrag. Nach einer guten Saison des US-Amerikaners, in der er unter anderem von den Fans zum „Spieler der Saison“ gekürt worden ist,  gaben die Tigers bekannt, dass die Zusammenarbeit mit Bacashihua um ein Jahr verlängert wird. Auch in seiner zweiten Saison in Deutschland bestritt er ähnlich viele Spiele und erreichte erneut einen Gegentorschnitt von 2,64. In seiner dritten Saison konnte Bacashihua an die Leistungen der ersten beiden Spielzeiten nicht mehr anknüpfen, woraufhin sein auslaufender Vertrag nicht verlängert wurde und er die Tigers verließ.

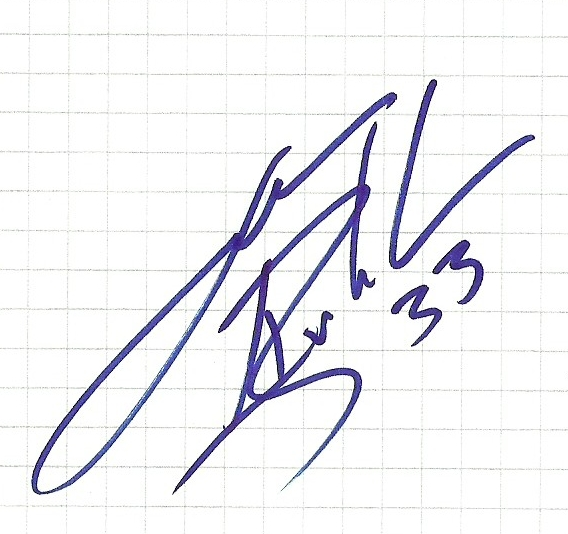
Signatur von Jason Bacashihua

Im Juli 2015 wurde er vom HC 05 Banská Bystrica aus der slowakischen Extraliga für ein Jahr verpflichtet. Mit dem HC 05 gewann er 2017 die slowakische Meisterschaft und überzeugte mit dem ligaweit geringsten  Gegentorschnitt (2,05), weswegen er auch in das All-Star Team der Liga gewählt wurde. Nach diesem Erfolg verließ er die Slowakei und wurde von High1 aus der Asia League Ice Hockey verpflichtet. Anschließend spielte er noch jeweils kurzzeitig in Polen, Deutschland, Italien, Ungarn und dem Vereinigten Königreich, bevor er 2022 seine Karriere beendete.

### International
Für die US-Junioren nahm Bacashihua ausschließlich an der U20-Junioren-Weltmeisterschaft 2002 teil. Im Seniorenbereich stand er im Aufgebot seines Landes bei den Weltmeisterschaften 2006 und 2007, bei denen er zu insgesamt vier Einsätzen kam.

## Erfolge und Auszeichnungen
- 2000 All-Rookie First Team und Second All-Star Team der North American Hockey League
- 2002 OHL First All-Rookie-Team
- 2002 CHL All-Rookie-Team
- 2002 F. W. „Dinty“ Moore Trophy
- 2002 Dave Pinkney Trophy (gemeinsam mit Paul Drew)
- 2010 Calder-Cup-Gewinn mit den Hershey Bears
- 2017 Slowakischer Meister mit dem HC 05 Banská Bystrica
- 2017 All-Sta Team der slowakischen Extraliga
- 2017 Geringster Gegentorschnitt (2,05) der slowakischen Extraliga

## Karrierestatistik
(Legende zur Torhüterstatistik: GP oder Sp = Spiele insgesamt; W oder S = Siege; L oder N = Niederlagen; T oder U oder OT = Unentschieden oder Overtime- bzw. Shootout-Niederlage; Min. = Minuten; SOG oder SaT = Schüsse aufs Tor; GA oder GT = Gegentore; SO = Shutouts; GAA oder GTS = Gegentorschnitt; Sv% oder SVS% = Fangquote; EN = Empty Net Goal; 1 Play-downs/Relegation; Kursiv: Statistik nicht vollständig)